# Les Éditions CEC
 (décembre 2019).
Les Éditions CEC sont une maison d'édition fondée en 1956. Elles éditent des ouvrages pédagogiques, éducatifs et de référence. Leur principal marché est le Québec, mais elles publient aussi aux États-Unis et en Europe (France, Belgique et Suisse). Elle appartient au Groupe Livre Québecor Média. 

## Histoire

### Virage numérique
Depuis 2019, les éditions CEC proposent une plateforme de distribution de contenu par l'intermédiaire de leur application MaZoneCEC, réalisée par l'entreprise Turbulent, qui gère de nombreux sites internet dans le domaine de la télévision et des jeux vidéo. La plateforme permet l'utilisation d'outils de gestion de classe et des communications afin de soutenir l'enseignant dans les processus d'apprentissage (annotations et corrections de travaux ou d'examens). L'expertise de Turbulent a permis également de créer des "éditeurs de contenus interactifs pour la création d'activités et de livres numériques".

## Catalogue
Le catalogue des éditions CEC comprend :
- Des ouvrages pour le niveau primaire, du préscolaire et de la 1ère à la 6ème année[3].
- Des ouvrages pour le niveau secondaire dans toutes les disciplines enseignées[4].
- Des guides et ouvrages pour des disciplines de niveau collégial et universitaire[5].
- Une collection spécialisée en andragogie[6].
- Une collection pour les travaux scolaires à la maison[7].